# Gargantuoidea matangensis
Gargantuoidea matangensis är en insektsart som beskrevs av Frank H.Hennemann och Oskar V.Conle 2003. Gargantuoidea matangensis ingår i släktet Gargantuoidea och familjen Diapheromeridae. Inga underarter finns listade i Catalogue of Life.